# 安喀塞斯

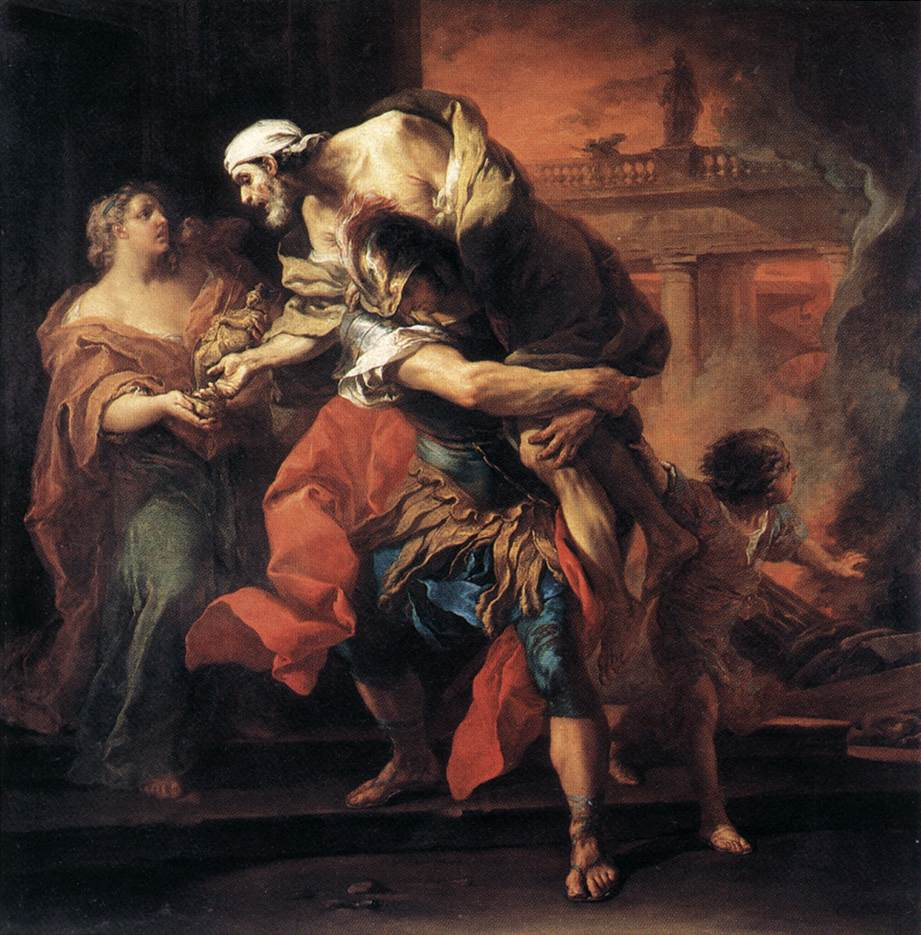
《埃涅阿斯带着安科塞斯离开特洛伊》，夏尔·范洛，1729年。

安喀塞斯也作安科塞斯，在希腊神话中是一位特洛伊王室旁支成员，卡庇斯之子。一次在伊達山牧羊时，被女神阿佛洛狄忒看到，阿佛洛狄忒迷恋他的美貌，与他生下埃涅阿斯。但由于他泄露了与女神的关系而受到宙斯的惩罚，双目被闪电击瞎。根据维吉尔的史诗《埃涅阿斯纪》（Aeneid）描述，在特洛伊城陷落后，其子埃涅阿斯背着他逃出了城，来到了意大利，最后死于西西里。